# Дорога (роман Олді)
«Дорога» — роман у трьох книгах харківських письменників Дмитра Громова і Олега Ладиженського, що пишуть під псевдонімом Генрі Лайон Олді. 1995 року книги Г. Л. Олді «Увійти в образ» і «Дорога» відзначено премією «СТАРТ» як «найкращі дебютні авторські книги фантастики за 1994—1995 роки».

## Сюжет

### Книга перша— «Право на смерть»
Дія відбувається в дивному світі, де еклектично переплетено реалії Стародавньої Греції, Стародавнього Риму і середньовічного Близького Сходу. У цьому світі живуть два типи людей — прості смертні і безсмертні або просто «біси». При цьому Право на смерть — це те, що відрізняє високих від низьких, громадян від негромадян. Смертні — громадяни, а доля бісів — гладіатори в цирку або рабська праця в каменоломнях. Біси абсолютно безсмертні. Навіть відрубана голова повертається на місце через кілька секунд.
Періодично в цьому світі з'являються якісь «порожнинники», які приводять нові партії бісів. Найгірше покарання для біса — поєдинок із порожнинником. Поєдинки проходять за закритими дверима і ще жоден біс не переміг, всі божеволіють після такого поєдинку. Побачивши безсмертне безумство, будь-який біс відмовляється бунтувати проти чинних порядків.
У голові у біса Марцелла, одного з кращих гладіаторів, шумить «Зала Іржавого підпису» — напівзабутої легенди бісів. Несподівано до Марцелла звертається Леда — дочка одного з верховних правителів. На найближчих іграх рівнодення їй належить учинити ритуальне самогубство, але вона не хоче вмирати — дикий і незрозумілий у цьому світі вчинок. Леда просить Марцелла допомогти їй сховатися, а служниця Леди пропонує для притулку Мелську оазу. Це не залишилось поза увагою пустотника Даймона, якого турбує вибір місця, оскільки саме в Оазі й розташована Зала. Даймон зустрічається з Марцеллом і після поєдинку розповідає йому історію виникнення бісів і самого світу, де вони живуть вічно.
Виявляється, Марцелл та й усі біси — реінкарнації останніх людей із Землі, які продали душу дияволу. Поступове ускладнення і довговічність речей на Землі призвели до того, що речі набули розуму, але розуму не людського. Людей речі сприймали лише як навколишнє середовище. Люди вимирали і дичавіли, і це перестало влаштовувати диявола, оскільки душі речей, мабуть, не підходили йому. Диявол почав укладати з людьми угоди на нових умовах — люди знаходили безсмертя в Новому Світі, на Землі ж сформувалася некросфера — зародок нового пекла. Зала — це місце, де зберігаються угоди з дияволом.

### Книга друга— «Предтечі»
Друга книга складається з семи новел: «Восьме коло підземки», «Монстр», «Тигр», «Нічий дім», «Сміх Діоніса», «Останній» і «Розірване коло». Новели дають уявлення про те, як у нашому світі речі поступово набували одухотвореності. Герой кожної новели — або майбутній пустотник, або «той, що уникає речей». Деякі герої — попередні інкарнації Марцелла, «ті, хто я».
Наприкінці книги пустотник Даймон коротко розповідає Марцеллу історію Великої імміграції. Марцелл дізнається, що біси потрапили в світ Мідґард, продавши душу дияволу. У цьому ж світі пустотники створили Кодекс віри, який забороняє виробляти речі, які можуть тривалий або необмежений час існувати без догляду і підтримки людиною, а також довговічні речі.

### Книга третя— «Ті, що увійшли у Відросток»
За допомоги Даймона Марцелл втілюється в одній зі своїх інкарнацій — Андрієві (Анджеї) Вольські. Андрій їхав на машині зі сім'єю і другом відпочивати на Чорне море, не помітив знака «Ремонт дороги» і загинув. В альтернативній реальності Андрій і його пасажири не загинули, але потрапили у відросток некросфери, який використовував їхню тягу до життя для підтримки власного існування. У світі, де наслідок не відповідає причині, а саме життя нагадує поганий театр абсурду, герої врешті-решт потрапляють у безвихідне становище, і тут Марцелл, що прокинувся в Андрії, замість тяги до життя вражає відросток накопиченою за століття мрією про смерть. Прагнення до смерті Марцелла вбиває відросток і знищує світ, де речі набули розуму, а люди мусили емігрувати.

## Головні герої
- Марцелл він же Анджей (Андрій) Вольськи(й) — біс-гладіатор світу Мідґард (книга «Право на смерть»), звичайний чоловік, який їхав з родиною на Чорне море, а потрапив у відросток некросфери (книга «Ті, що увійшли у відросток»).
- Даймон — пустотник світу Мідґард.
- Леда — дочка верховного Архонта світу Мідґард.
- Зу Акіла — служниця Леди.
- Кастор — найстаріший з бісів.

## Цікаві факти
- Диявол називає нашу Землю «Малхут»[ru], світ, де живуть смертні і біси — «Мідґард». Малхут — нижча зі сфер каббали, Мідґард — світ людей за давньогерманською космогонією. В контексті повісті ці назви не несуть ніякого смислового навантаження.
- Оповідання «Аннабель-Лі» увійшло в третю книгу у вигляді вставки, яка логічно завершує історію Великої імміграції.

## Оцінки
Василь Владимирський написав, що «Дорога» стала першим підступом співавторів до романів, пошуком своєї образної мови і стилю, з яких склалася їхня пізніша проза. Ще вони першими поєднали в російській жанровій літературі мотиви і сюжети англо-американського героїчного фентезі і російської літератури Срібної доби, класичної драматургії, радянської наукової фантастики і античного міфу, значно збагативши можливості російського фентезі, чим скористалися багато інших письменників.